# Washington Capitols
I Washington Capitols furono una delle squadre originali della Basketball Association of America (successivamente divenuta National Basketball Association).

## Stagioni
| Stagione | Lega | Denominazione       | V  | P  | %    | Piazzamento | Play-off               |
| -------- | ---- | ------------------- | -- | -- | ---- | ----------- | ---------------------- |
| 1946-47  | BAA  | Washington Capitols | 49 | 11 | 81,7 | 1º          | Semifinale             |
| 1947-48  | BAA  | Washington Capitols | 28 | 20 | 58,3 | 4º          | Tiebreaker             |
| 1948-49  | BAA  | Washington Capitols | 38 | 22 | 63,3 | 1º          | Finale BAA             |
| 1949-50  | NBA  | Washington Capitols | 32 | 36 | 47,1 | 3º          | Semifinale di division |
| 1950-51  | NBA  | Washington Capitols | 10 | 25 | 28,6 | 6º          | -                      |